# CWHL 2018/19
Die Saison 2018/19 war die zwölfte und letzte Spielzeit der Canadian Women’s Hockey League (CWHL), der höchsten kanadischen Spielklasse im Fraueneishockey. Calgary Inferno gewann die Regular Season der CWHL und triumphierten zum zweiten Mal in der Vereinsgeschichte auch im Finale um den  Clarkson Cup. Nach dem Ende der Play-offs verkündete die Liga die Einstellung des Spielbetriebs aus finanziellen Gründen.

## Teilnehmer
Vor der Saison 2018/19 wurden die 2017 gegründeten Vanke Rays aufgelöst respektive mit dem Frauenteam von Kunlun Red Star fusioniert. Das so entstandene Team nahm unter dem Namen Shenzhen KRS Vanke Rays weiter an der CWHL teil. Zudem zogen die Boston Blades im Sommer 2018 von Boston nach Worcester um.
| Team                        | Standort                 | Gründung | Spielstätte                        |
| --------------------------- | ------------------------ | -------- | ---------------------------------- |
| Markham Thunder             | Markham, Ontario         | 1998     | Thornhill Community Centre         |
| Toronto Furies              | Toronto, Ontario         | 2011     | MasterCard Centre                  |
| Les Canadiennes de Montréal | Montréal, Québec         | 2007     | Place Bell (Laval)                 |
| Worcester Blades            | Worcester, Massachusetts | 2010     | Fidelity Bank Worcester Ice Center |
| Calgary Inferno             | Calgary, Alberta         | 2011     | Winsport Canada                    |
| Shenzhen KRS Vanke Rays     | Shenzhen, Guangdong      | 2018     | Shenzhen Universiade Center        |

## CWHL Draft
Am 26. August 2018 führte die CWHL einen Draft für Spielerinnen durch. Der Draft wurde in Toronto durchgeführt. An erster Stelle wurde Lauren Williams (University of Wisconsin-Madison) von den Worcester Blades ausgewählt. Insgesamt sicherten sich die sechs Teams die Rechte an 67 Spielerinnen in 14 Runden.
| #   | Spieler          | Team                    | College/Team               |
| --- | ---------------- | ----------------------- | -------------------------- |
| 01. | Lauren Williams  | Worcester Blades        | Wisconsin Badgers          |
| 02. | Sarah Nurse      | Toronto Furies          | Hockey Canada              |
| 03. | Victoria Bach    | Markham Thunder         | Boston University          |
| 04. | Halli Krzyzaniak | Calgary Inferno         | University of North Dakota |
| 05. | Kimberly Newell  | Shenzhen KRS Vanke Rays | Princeton University       |
| 06. | Shea Tiley       | Toronto Furies          | Clarkson University        |
| 07. | Morgan Turner    | Worcester Blades        | Dartmouth University       |
| 08. | Brittany Howard  | Toronto Furies          | Robert Morris University   |
| 09. | Ailish Forfar    | Markham Thunder         | Ryerson University         |
| 10. | Rebecca Leslie   | Calgary Inferno         | Boston University          |

## Reguläre Saison
Die reguläre Saison begann am 13. Oktober 2018 und endete am 26. Februar 2019. Die vier punktbesten Mannschaften qualifizierten sich für das Finalturnier um den Clarkson Cup.

### Tabelle
| Pl. | Mannschaft                  | Sp | S  | OTS | OTN | SON | N  | Tore    | Punkte |
| --- | --------------------------- | -- | -- | --- | --- | --- | -- | ------- | ------ |
| 1.  | Calgary Inferno             | 28 | 21 | 2   | 0   | 1   | 4  | 111:054 | 47     |
| 2.  | Les Canadiennes de Montréal | 28 | 21 | 0   | 0   | 1   | 6  | 118:045 | 43     |
| 3.  | Markham Thunder             | 28 | 12 | 1   | 3   | 1   | 11 | 085:080 | 30     |
| 4.  | Toronto Furies              | 28 | 13 | 1   | 0   | 0   | 14 | 064:077 | 28     |
| 5.  | Shenzhen KRS Vanke Rays     | 28 | 12 | 1   | 2   | 0   | 13 | 079:068 | 28     |
| 6.  | Worcester Blades            | 28 | 0  | 0   | 0   | 0   | 28 | 022:155 | 0      |

Abkürzungen: Pl. = Platz, Sp = Spiele, S = Siege, OTS = Siege nach Verlängerung  (Overtime), OTN = Niederlagen nach Verlängerung, SON= Niederlagen nach Penaltyschießen, N = Niederlagen
Erläuterungen: Meister der regulären Saison (Commissioner’s Trophy)

### Statistik

#### Beste Scorerinnen
Quelle: thecwhl.com; Abkürzungen: Sp = Spiele, T = Tore, V = Assists, Pkt = Punkte, +/− = Plus/Minus, SM = Strafminuten; Fett: Saisonbestwert
| Spieler             | Mannschaft | Sp | T  | V  | Pkt | +/− | SM |
| ------------------- | ---------- | -- | -- | -- | --- | --- | -- |
| Marie-Philip Poulin | Montréal   | 26 | 23 | 27 | 50  | +39 | 12 |
| Ann-Sophie Bettez   | Montréal   | 26 | 18 | 30 | 48  | +39 | 16 |
| Rebecca Johnston    | Calgary    | 27 | 15 | 24 | 39  | +31 | 8  |
| Victoria Bach       | Markham    | 26 | 19 | 13 | 32  | +8  | 6  |
| Brianne Jenner      | Calgary    | 27 | 19 | 13 | 32  | +15 | 8  |
| Alex Carpenter      | Vanke Rays | 28 | 17 | 14 | 31  | +21 | 0  |
| Jill Saulnier       | Montréal   | 20 | 11 | 18 | 29  | +24 | 12 |
| Natalie Spooner     | Toronto    | 26 | 15 | 11 | 26  | −2  | 14 |
| Sarah Nurse         | Toronto    | 26 | 14 | 12 | 26  | 0   | 16 |
| Brianna Decker      | Calgary    | 23 | 12 | 14 | 26  | +21 | 18 |

#### Beste Torhüterinnen
Abkürzungen: Sp = Spiele, Min = Eiszeit (in Minuten), GT = Gegentore, SO = Shutouts, Sv% = gehaltene Schüsse (in %), GTS = Gegentorschnitt; Fett: Saisonbestwert
| Spieler             | Mannschaft | Sp | S  | N  | SON | Min   | GT | GTS  | Sv%  | SO |
| ------------------- | ---------- | -- | -- | -- | --- | ----- | -- | ---- | ---- | -- |
| Emerance Maschmeyer | Montréal   | 20 | 15 | 4  | 1   | 1.200 | 29 | 1,45 | 93,5 | 4  |
| Alex Rigsby         | Calgary    | 17 | 14 | 2  | 1   | 1.027 | 35 | 2,04 | 91,6 | 1  |
| Noora Räty          | Vanke Rays | 20 | 8  | 12 | 0   | 1.169 | 48 | 2,46 | 92,1 | 2  |
| Erika Howe          | Markham    | 20 | 9  | 8  | 1   | 1.149 | 49 | 2,56 | 92,4 | 2  |

### Auszeichnungen
Die CWHL Awards 2019 wurden am 22. März 2019 im Mattamy Athletic Centre im Rahmen einer Gala übergeben.
Spielertrophäen
- Most Valuable Player: Marie-Philip Poulin, Montréal
- Jayna Hefford Trophy: Marie-Philip Poulin, Montréal
- Angela James Bowl (Topscorerin): Marie-Philip Poulin, Montréal
- Rookie of the Year: Victoria Bach, Markham
- Trainer des Jahres: Jim Jackson, Markham
- Beste Verteidigerin: Erin Ambrose, Montréal
- Beste Torhüterin: Alex Rigsby, Calgary
- Humanitarian Award: Mike Bartlett

## Clarkson Cup
Der Clarkson Cup 2019 war die neunte Austragung des gleichnamigen Wettbewerbs, an dem vier Vertreter der Canadian Women’s Hockey League teilnahmen. Der Wettbewerb wurde im Play-off-Modus an verschiedenen Spielorten ausgetragen. Das Finale wurde am 24. März 2019 zum zweiten Mal im Coca-Cola Coliseum in Toronto in der Provinz Ontario ausgespielt.
Die Calgary Inferno gewannen den zweiten Clarkson Cup in ihrer Clubgeschichte durch einen 5:2-Sieg über Les Canadiennes de Montréal.

### Modus
Die vier Teilnehmer an den Play-offs trugen die K.-o.-Runde (Best-of-Three) nicht am selben Wochenende wie das Finale aus, sondern an Spielterminen zuvor. Das Finale wurde in einem einzigen Spiel entschieden.

### Turnierbaum
|  | Halbfinale | Halbfinale                  | Halbfinale |  |  | Finale | Finale                      | Finale |
|  |            |                             |            |  |  |        |                             |        |
|  |            |                             |            |  |  |        |                             |        |
|  | 1          | Calgary Inferno             | 2          |  |  |        |                             |        |
|  | 4          | Toronto Furies              | 1          |  |  |        |                             |        |
|  |            |                             |            |  |  | 1      | Calgary Inferno             | 5      |
|  |            |                             |            |  |  | 2      | Les Canadiennes de Montréal | 2      |
|  | 2          | Les Canadiennes de Montréal | 2          |  |  |        |                             |        |
|  | 3          | Markham Thunder             | 1          |  |  |        |                             |        |
|  |            |                             |            |  |  |        |                             |        |

### Halbfinale

#### Calgary Inferno – Toronto Furies
| 8. März 2019 | Toronto Furies Natalie Spooner (19:08) Natalie Spooner (32:29) Sarah Nurse (40:37) | 3:1 (0:0, 2:1, 1:0) Spielbericht Stand: 1:0 | Calgary Inferno Brigette Lacquette (21:39) | WinSport Arena, Calgary Zuschauer: 138 |

| 9. März 2019 | Toronto Furies | 0:3 (0:0, 0:0, 0:3) Spielbericht Stand: 1:1 | Calgary Inferno Rebecca Johnston (44:55) Blayre Turnbull (53:46) Brianne Jenner (59:57) | WinSport Arena, Calgary Zuschauer: 500 |

| 10. März 2019 | Toronto Furies Carolyne Prévost (25:35) | 1:4 (0:1, 1:1, 0:2) Spielbericht Stand: 1:2 | Calgary Inferno Brianna Decker (19:11) Brianne Jenner (37:20) Brianna Decker (49:11) Kacey Bellamy (58:30) | WinSport Arena, Calgary Zuschauer: 350 |

#### Les Canadiennes de Montréal – Markham Thunder
| 8. März 2019 | Markham Thunder | 0:3 (0:1, 0:1, 0:1) Spielbericht Stand: 0:1 | Les Canadiennes de Montréal Mélodie Daoust (9:52) Catherine Daoust (38:32) Hilary Knight (53:38) | Place Bell, Laval Zuschauer: k. A. |

| 9. März 2019 | Markham Thunder Jenna McParland (1:56) Jenna McParland (6:12) Jenna McParland (26:46) Ella Matteucci (35:59) | 4:3 (2:0, 2:1, 0:2) Spielbericht Stand: 1:1 | Les Canadiennes de Montréal Hilary Knight (26:58) Hilary Knight (58:11) Karell Emard (58:52) | Place Bell, Laval Zuschauer: k. A. |

| 10. März 2019 | Markham Thunder | 0:5 (0:1, 0:4, 0:0) Spielbericht Stand: 1:2 | Les Canadiennes de Montréal Mélodie Daoust (9:29) Jillian Saulnier (21:19) Lauriane Rougeau (23:02) Hilary Knight (24:23) Tracy-Ann Lavigne (31:24) | Place Bell, Laval Zuschauer: k. A. |

### Finale
| 24. März 2019 12:10 Uhr (Ortszeit) | Calgary Inferno Zoe Hickel (7:59) Halli Krzyzaniak (12:59) Brianna Decker (32:42) Zoe Hickel (46:24) Rebecca Johnston (59:37) | 5:2 (2:0, 1:2, 2:0) | Les Canadiennes de Montréal Ann-Sophie Bettez (23:43) Ann-Sophie Bettez (37:37) | Coca-Cola Coliseum, Toronto Zuschauer: k. A. |

### Clarkson-Cup-Sieger
| Clarkson-Cup-Sieger Calgary Inferno | Torhüterinnen: Annie Bélanger, Alex Rigsby Verteidigerinnen: Kacey Bellamy, Kateyn Gosling, Tori Hickel, Halli Krzyaniak, Brigette Lacquette, Aina Mizukami, Kelly Murray Angreiferinnen: Kelty Apperson, Brianna Decker, Zoe Hickel, Venla Hovi, Brianne Jenner, Rebecca Johnston, Erica Kromm, Rhianna Kurio, Rebecca Leslie, Blayre Turnbull, Louise Warren, Kaitlin Willoughby, Dakota Woodworth Trainerstab: Ryan Hilderman, Becky McGee, Krister Toews |

### Statistik

#### Beste Scorerinnen
Quelle: eliteprospects.com; Abkürzungen: Sp = Spiele, T = Tore, V = Assists, Pkt = Punkte, SM = Strafminuten; Fett: Bestwert
| Spieler          | Mannschaft | Sp | T | V | Pkt | SM |
| ---------------- | ---------- | -- | - | - | --- | -- |
| Hilary Knight    | Montréal   | 4  | 4 | 4 | 8   | 0  |
| Mélodie Daoust   | Montréal   | 4  | 2 | 3 | 5   | 2  |
| Jill Saulnier    | Montréal   | 4  | 1 | 4 | 5   | 6  |
| Rebecca Johnston | Calgary    | 4  | 2 | 2 | 4   | 0  |
| Zoe Hickel       | Calgary    | 4  | 2 | 2 | 4   | 4  |
| Kacey Bellamy    | Calgary    | 4  | 1 | 3 | 4   | 4  |
| Lauriane Rougeau | Montréal   | 4  | 1 | 3 | 4   | 4  |
| Jenna McParland  | Markham    | 3  | 3 | 0 | 3   | 12 |
| Brianna Decker   | Calgary    | 4  | 3 | 0 | 3   | 4  |
| Natalie Spooner  | Toronto    | 3  | 2 | 1 | 3   | 0  |

#### Beste Torhüterinnen
Abkürzungen: Sp = Spiele, Min = Eiszeit (in Minuten), GT = Gegentore, SO = Shutouts, Sv% = gehaltene Schüsse (in %), GTS = Gegentorschnitt;  Fett: Bestwert
| Spieler             | Mannschaft | Sp | Min | S | N | GT | GTS  | SVS | Sv%   | SO |
| ------------------- | ---------- | -- | --- | - | - | -- | ---- | --- | ----- | -- |
| Alex Rigsby         | Calgary    | 4  | 237 | 2 | 1 | 6  | 3,03 |     | 92,1  | 1  |
| Shea Tiley          | Toronto    | 2  | 120 | 1 | 1 | 4  | 4,03 | 72  | 94,77 | 0  |
| Emerance Maschmeyer | Montréal   | 4  | 237 | 2 | 1 | 8  | 4,06 |     | 90,0  | 2  |
| Erica Howe          | Markham    | 3  | 180 | 1 | 2 | 11 | 7,33 | 100 | 90,1  | 0  |